# Cantón de Tréguier
El cantón de Tréguier es una división administrativa francesa, situada en el departamento de Costas de Armor.

## Geografía
Este cantón es organizado alrededor de Tréguier en él distrito de Lannion.

## Composición
El cantón  de Tréguier agrupa 10 comunas:
- Camlez
- Coatréven
- Langoat
- Lanmérin
- Minihy-Tréguier
- Penvénan
- Plougrescant
- Plouguiel
- Tréguier
- Trézény

## Demografía
| 12 559 | 12 499 | 12 404 | 12 559 | 12 190 | 12 694 |
| Para los censos de 1962 a 1999 la población legal corresponde a la población sin duplicidades (Fuente: INSEE [Consultar]) |        |        |        |        |        |